# Schoolzwemmen

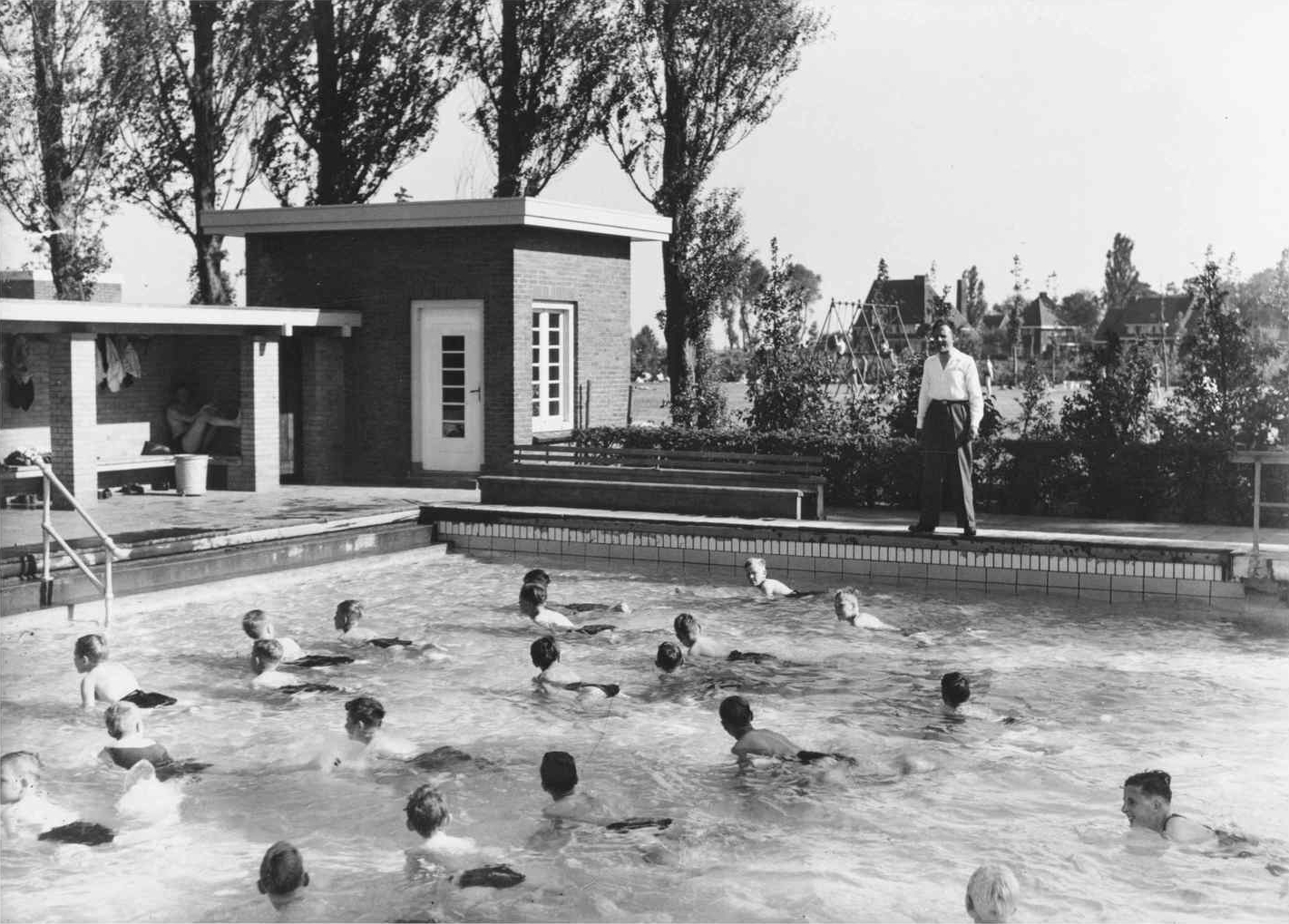
Schoolzwemmen in 1947 in Amsterdam in het De Mirandabad

Schoolzwemmen is vanuit een onderwijsinstelling of overheid georganiseerde zwemles.

## Nederland

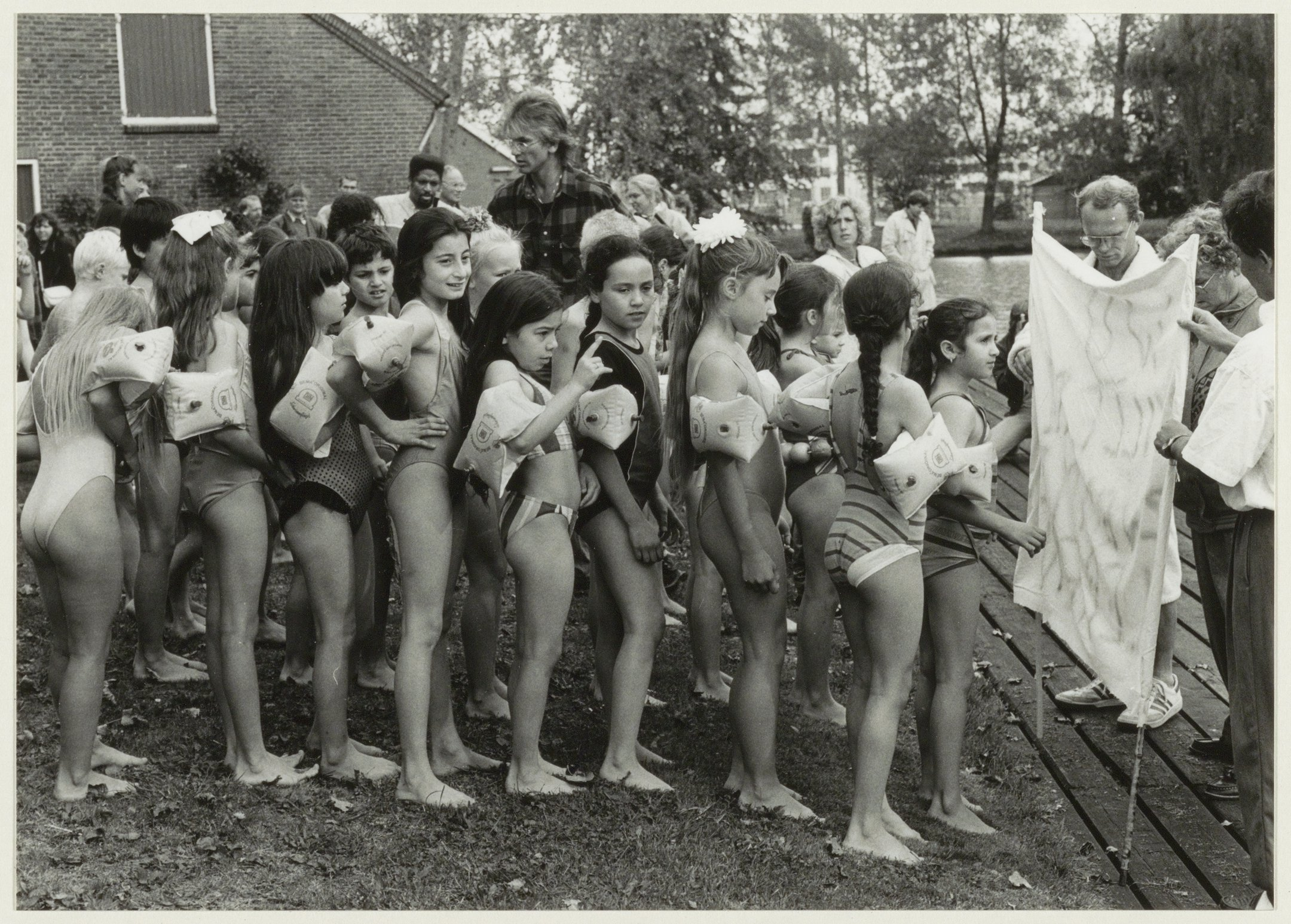
Leerlingen van de J.J. Hamelinkschool in Haarlem voeren in 1991 actie tegen de afschaffing van het schoolzwemmen

Omdat Nederland een waterland is, is het risico van verdrinking relatief groot. Het percentage mensen dat kan zwemmen is hoog. Het ministerie van Onderwijs, Cultuur en Wetenschap stimuleert leren zwemmen op school slechts in beperkte mate.
Een school beslist zelf of zwemles in het lesprogramma wordt opgenomen. Een aantal gemeentes biedt schoolzwemmen aan aan de scholen. In de vier grote steden Rotterdam, Utrecht, Den Haag en Amsterdam is dat het geval. Het aantal lessen en de duur van de lessen verschilt per gemeente. In tijden van bezuiniging wordt ook op sport gekort en soms het aanbod van schoolzwemmen ter discussie gesteld. Schoolzwemmen is niet altijd een sportaanbod, het is vaak een onderwijsaanbod (leren zwemmen). Omdat gemeenten ook bijdragen aan de exploitatie van het zwembad wordt de bezuiniging die door stoppen met schoolzwemmen gehaald lijkt te worden, kleiner door het grotere tekort op de exploitatie dat erdoor ontstaat.
De leeftijd waarop kinderen leren zwemmen is verschillend. Vaak worden leerlingen per bus naar het zwembad vervoerd. Indien het zwembad in de buurt van de school is gaan de leerlingen er ook vaak per fiets naartoe, waarbij ze dan hun eigen fiets moeten meenemen. Scholen die zwemmen opnemen in het lesprogramma, proberen alle leerlingen ten minste zwemdiploma A te laten halen. Leerlingen die dit al hebben behaald, kunnen doorgaan voor B of C en soms ook voor zwemvaardigheidsdiploma's.
Schoolzwemmen heeft in Nederland een lange traditie, wat weerspiegeld wordt in de term schoolslag.
Schoolzwemmen kan ook buiten schooltijd plaatsvinden.
Bij sommige zwembaden kunnen de vorderingen van de leerlingen sinds 2000 worden gevolgd op de site van Zwemscore of van het zwembad zelf.

## Vlaanderen
De Vlaamse overheid heeft "kunnen zwemmen" als eindterm opgenomen in het lesprogramma van lagere school. Het wordt dus in alle lagere scholen gegeven. In de regel gaan de klassen vanaf de derde kleuterklas wekelijks naar het zwembad. Omdat de leerkracht dan handen en ogen tekortkomt (bijvoorbeeld bij het omkleden), doen veel scholen beroep op zwemouders of voorziet de gemeente zwemleraren. Hiervoor doet de school vaak een beroep op de badmeesters van het zwembad waar de leerlingen zwemmen. Aanvankelijk is het zwembadbezoek eerder watergewenning, later ook echte zwemles, voorbereidend op het halen van een zwembrevet.

## Suriname
Met de opening van het algemene zwembad Parima op 12 december 1958 in Paramaribo, werd het schoolzwemmen in Suriname geïntroduceerd.